# Bố Can
Bố Can (tiếng Mãn: ᠪᡠᡤᠠᠨ, chuyển tả: Bugan, tiếng Trung: 布干; bính âm: Bùgān), Na Lạp thị, Ô Lạp Bối lặc đời thứ 2. Ông là trưởng tử của Ô Lạp Bối lặc Bố Nhan. Sau khi phụ thân qua đới, Bố Can kế vị làm Ô Lạp Bối lặc. Bố Can có ba người con trai là Bố Đan, Mãn Thái và Bố Chiếm Thái. Sau khi ông qua đời, Bố Chiếm Thái kế thừa tước vị. Sau khi Ô Lạp diệt vong, hậu duệ của Mãn Thái và Bố Chiếm Thái đều đãi vào Chính Bạch kỳ, hậu duệ Bố Đan đãi vào Tương Bạch kỳ. Trong đó cháu nội của Bố Đan là Ni Kham vì có chiến công mà được phong Nhị đẳng Tử.
Ngoài ra, ông còn một người con gái là Hô Nại (滹奈) gả cho Truy phong Trang Thân vương Thư Nhĩ Cáp Tề, sinh Tế Nhĩ Cáp Lãng.